# Facteur de croissance placentaire
Le facteur de croissance placentaire (donc l’abréviation courante est PlGF pour placental growth factor) est une protéine facteur de croissance dont le gène est situé sur le chromosome 14 humain.
Il est exprimé dans le cytotrophoblaste et le syncytiotrophoblaste. En cas de grossesse, son taux sanguin augmente chez la mère jusqu'à la trentième semaine d'aménorrhée. Un niveau bas de cette protéine est corrélé avec le risque de survenue d'une pré-éclampsie et le dosage est d'autant plus bas que la pré-éclampsie est sévère, constituant un indice pronostique. Son taux est très sensible et a une bonne valeur prédictive négative. Sa spécificité est plus faible.
Dans la drépanocytose, le PIGF serait un facteur aggravant de l'inflammation et pouvant favoriser l'apparition d'une hypertension artérielle pulmonaire par plusieurs mécanismes : activation du PAI-1  favorisant la formation de thromboses, de l'apoptose des cellules épithéliales pulmonaires, des leucotriènes, entraînant une hypersensibilité des voies respiratoires, conjointement avec l'interleukine 13.
Il intervient dans la genèse d'autres maladies pulmonaires, comme dans l'emphysème.